# 卡布列克數
卡布列克數（Kaprekar number）是具有以下性質的數：
對於某個正整數{\displaystyle X}在n進位下存在正整數 A, B 及 m，且
- {\displaystyle 0<B<b^{n}}
- {\displaystyle X^{2}=An^{m}+B}
- {\displaystyle X=A+B}

簡單的說，若正整數X在n進位下的平方可以分割為二個數字，而這二個數字相加後恰等於X，那麼X就是n進位下的卡布列克數。
例如 297 在十進位下是卡布列克數，因為{\displaystyle 297^{2}=88209}，可以分割成 88 及 209，且 88+209=297。不過 100 在十進位下不是卡布列克數，雖然{\displaystyle 100^{2}=10000}，可以分割成 100 及 00，但 00 不是正整數。
在十進位下，幾個較小的卡布列克數如下（OEIS數列A006886）:
1, 9, 45, 55, 99, 297, 703, 999, 2223, 2728, 4879, 4950, 5050, 5292, 7272, 7777, 9999, 17344, 22222, 38962, 77778, 82656, 95121, 99999, 142857, 148149, 181819, 187110, 208495, 318682, 329967, 351352, 356643,  390313, 461539, 466830, 499500, 500500, 533170
在二進位下，所有的完全數都是卡布列克數。
有时候，人们会把6174这个数称作卡布列克數，而其实这是卡布列克常数。

## 另一種卡布列克數
對於某個正整數{\displaystyle X}在n進位下存在正整數 A, B 及 m，且
- {\displaystyle 0<B<b^{n}}
- {\displaystyle X=An^{m}+B}
- {\displaystyle X=(A+B)^{2}}

簡單的說，若正整數X在n進位下可以分割為二個數字，而這二個數字的平方和後恰等於X，那麼X就是n進位下的卡布列克數。
以2025為例，2025可拆為20和25，20+25=45，452=2025，因此2025為卡布列克數。
此定義下的卡布列克數其實就是第一種定義下卡布列克數的平方。例如2025就是45的平方，而45就是第一種定義下的卡布列克數。
前幾個卡布列克數是
1, 81, 2025, 3025, 9801, 10000, 88209……（OEIS數列A102766）

## 外部連結
- WSS數學協會 喀普利卡數[永久]